# 拉格拉沃
拉格拉沃（法語：Lagrave，法語發音：[laɡʁav]）是法国奥克西塔尼大区塔恩省的一个市镇，属于阿尔比区。

## 地理
拉格拉沃（43°53'51"N, 1°59'32"E）面积9.46 平方千米，位于法国奧克西塔尼大區塔恩省，该省份为法国南部内陆省份，北起顺时针与阿韦龙省、埃罗省、奥德省、上加龙省和塔恩-加龙省接壤。
与拉格拉沃接壤的市镇（或旧市镇、城区）包括：拉巴斯蒂代德莱维、布朗斯、卡达朗、弗洛朗坦、塔恩河畔马尔萨克、里维耶尔。

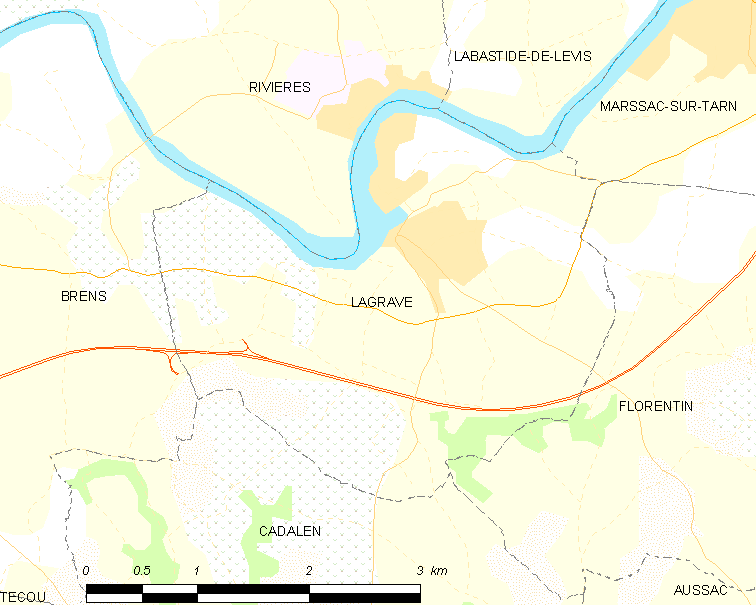
拉格拉沃的OSM定位图

拉格拉沃的时区为UTC+01:00、UTC+02:00（夏令时）。

## 行政
拉格拉沃的邮政编码为81150，INSEE市镇编码为81131。

## 政治
拉格拉沃所属的省级选区为两岸县。

## 人口

1962-2008年间拉格拉沃人口变化图示

拉格拉沃于2022年1月1日时的人口数量为2275人。